# Michel Aatz
Michel Aatz (* 6. August 1936 in Paris; † 23. Juni 1995) war ein französischer Komponist.

## Leben
Nach einer wissenschaftlichen Ausbildung arbeitete Michel Aatz als Ingenieur bei IBM. Es folgten Kurse an der Schola cantorum in Paris. Er arbeitete mit Claude Ballif und besuchte Kurse bei Iannis Xenakis.
Ab 1968 veröffentlichte Aatz seine ersten Kompositionen, die ersten bis 1970 für Klavier. In dieser Phase beschäftigte er sich mit den Ondes Martenot, für die er auch vier Stücke mit Klavier und Percussion veröffentlicht. Ab 1971 komponierte er für kammermusikalische Besetzungen. So ein Nonett für Holzbläser und Streicher mit dem Titel Diés. Die Komposition Mordfeld komponierte er im August 1971 bei einem Aufenthalt in Reinbach. Ab begann er Stücke für Orchester zu veröffentlichen. Er setzte in seinen Kompositionen jetzt auch Tonband ein, wie in den Heleneï. für zwei Trompeten, Posaune, drei Perkussionisten, Tonband und Stimme ad libitum. In den 1980er Jahren wurden einige seiner Kompositionen auch international aufgeführt. 1983 wurde Engrenages mit dem Saxophonisten Daniel Kientzy in Paris uraufgeführt. In Budapest wurde Wenn aus der Ferne für Alt, Streichquartett, Englischhorn und Schlagzeug mit einem Text von Friedrich Hölderlin 1983 aufgeführt. 1984 fand eine Aufführung der 1978 komponierten Quartiles in Paris statt. 1990 führte Daniel Kientzy die Nocturne pour Luigi Nono für Altsaxophon und elektro-akustisches Tonband erstmals auf und Salome, Todestanz wurde bei den Journées musicales de Fresnes 1994 aufgeführt. Seine späten Kompositionen in den 90er Jahren waren vorwiegend elektroakustische Musik mit Verwendung des Tonbands. So führte Denise Mégevand 1995 La harpe eclatéee für keltische Harfe und Tonband auf. Am 23. Juni 1995 starb Michel Aatz.

## Werke (Auswahl)
Die Bibliothèque nationale de France, die Médiathèque Hector Berlioz des Conservatoire national supérieur de musique et de danse de Paris, und die Médiathèque musicale Mahler in Paris besitzen Werke von Michel Aatz.
- 4 mouvements [4 Sätze] für Klavier, Dauer 10 min, komponiert 1968[2]
- 4 pièces für Ondes Martenot, Klavier und Percussion, Dauer 11 min, komponiert 1969[2]
- Sequences für Klavier, Dauer ca. 5 min, komponiert 1970[2]
- Diés. für Instrumentalensemble. Besetzung: Flöte, Oboe, Klarinette, Fagott, Horn, Violine, Viola, Violoncello, Kontrabass, 1971[3][4]

- Mordfeld. komponiert in Reinbach im August 1971. Revidierte zweite Fassung im Mai 1973, Ed. musicales transatlantiques[5][6]
- Zwei Partiten für Fagott solo. Publiziert in Toulouse Centre d’art national français, 1972[7][8]
- Solstices [Sonnenwende] für Blechbläserquintett, Dauer 10 min, komponiert 1972[2]
- Trois offrandes, für Instrumentalensemble und Chorsoprane ad libitum, Dauer 8 min 30 s, komponiert 1972[2]
- Trois  [Drei Stücke] für Kammerorchester, Dauer 16 min, komponiert 1974
- Variations für Klavier und Streichorchester, Dauer 8 min, komponiert 1974/75[2]
- Trois etudes, [Drei Etüden] für Instrumentalensemble, Dauer 5 min, komponiert 1975[2]
- 7 pièces de série, für Klavier, Dauer 4 min 30 s, komponiert 1976/77[2]
- Craie et Silex [Kreide und Feuerstein], für Klavier und Percussion, komponiert 1978[9]
- Quartiles für Klavier, zwei Flöten und Violoncello. Dauer ca. 10 min, komponiert 1978, 1984 aufgeführt in Paris[10]
- Album 2; für Streicher, Bläser und Schlagzeug (großes Orchester), Dauer ca. 20 min 30 s. 1978/79[11]
- Engrenages. für Saxophon und Clavecin, Dauer ca. 5 min, komponiert 1980, 1983 aufgeführt in Paris[12] Fassung für Sopransaxophon und Mallets. Daniel Kientzy gewidmet.[13]
- Heleneï. für zwei Trompeten, Posaune, drei Perkussionisten, Tonband und Stimme ad libitum, Komponiert im Oktober 1979, 1980[14]
- Quartett für Streichquartett, Dauer ca. 9 min 20 s, komponiert im November 1980[15][16]
- Wenn aus der Ferne. Für Alt, Streichquartett, Englischhorn und Schlagzeug. Text: Friedrich Hölderlin. Komponiert 1981, 1983 in Budapest aufgeführt.[17][18][19]
- 4 lithos für Bläserquartett, Dauer 9 min, komponiert 1984[2]
- Omega: für Sopranstimme, Klarinette, zwei Pianisten und Violoncello, Dauer ca. 12 min, komponiert 1984.[20]
- Konzert für Orchester, 1986[21][22]
- Sanctus für gemischten Chor und Orchester, Dauer 15 min, komponiert 1987[2]
- Nocturne pour Luigi Nono für Altsaxophon und elektro-akustisches Tonband. Dauer 17 min. Uraufgeführt von Daniel Kientzy, 1990.[23][24][25]
- Salome, Todestanz.  Elektroakustische Musik für Tonband und Flöte, komponiert 1990, aufgeführt bei den Journées musicales de Fresnes 1994, OCLC 659157176[26]
- Granville. Elektroakustische Musik für Tonband, 1992[27]
- Springtanz für Trompete und elektroakustische Musik, Dauer 16 min, komponiert 1993[2]
- La harpe eclatée für keltische Harfe und Tonband, Dauer 8 min 45 s, 1995. Aufgeführt von Denise Mégevand[28][29]
- Convergences[30]
- Frühling für Altsaxophon und Orchester[13]